# Lethal Weapon (videogioco 1992)
Lethal Weapon è un videogioco pubblicato nel tardo 1992 dalla Ocean Software per i computer Amiga, Atari ST, Commodore 64 e MS-DOS e per la console Super Nintendo Entertainment System; quest'ultima versione uscì anche per la macchina arcade Nintendo Super System, basata appunto sull'hardware SNES. Il videogioco è ispirato alla serie cinematografica Arma letale ed è uscito poco dopo il film Arma letale 3. Si tratta di un videogioco a piattaforme a scorrimento multidirezionale in cui il giocatore può scegliere di controllare uno dei due protagonisti della serie cinematografica, Martin Riggs o Roger Murtaugh, e deve sconfiggere i criminali che incontrerà sulla sua strada.
Ocean pubblicò poco dopo anche un Lethal Weapon per NES e Game Boy, ma si tratta di un videogioco isometrico piuttosto differente.

## Modalità di gioco
Lethal Weapon è un tipico platform bidimensionale, con visuale laterale e scorrimento perlopiù in orizzontale verso destra, ma in parte anche in verticale. Prima di iniziare il giocatore può scegliere se controllare Riggs oppure Murtaugh, il primo più efficace nel corpo a corpo e il secondo più efficace con la pistola, sebbene la differenza sia poco evidente.
Ci sono 5 missioni composte da 2-3 livelli ciascuna, che si svolgono in diversi ambienti edificati, come il porto, i sotterranei della città e una fabbrica abbandonata. I livelli sono grandi, composti anche da più zone collegate da porte. In ogni missione si affronta una qualche organizzazione criminale e il gioco è solo in linea generale ispirato alla serie di film, senza seguirne particolarmente la trama. Sui computer a 16 bit si inizia ogni missione con una sequenza dentro la stazione di polizia, dove si può scegliere il personaggio e la missione tra le prime tre, mentre le ultime due diventano disponibili successivamente registrando i propri progressi tramite password.
I movimenti sono uguali per i due personaggi, che possono saltare, abbassarsi, aggrapparsi a corde o pali, sparare in orizzontale con la pistola con munizioni limitate oppure attaccare con calci se il nemico si trova vicino. I controlli sono semplificati su Commodore 64, dove non ci si può abbassare e si combatte solo con la pistola, ma le munizioni si rigenerano lentamente da sole.
I nemici sono variamente armati con pistole, lanciarazzi, lanciafiamme e altro, e a fine missione si incontra un boss. Si dispone di più vite e per ciascuna si possono sopportare diversi colpi, ma anche cadute in precipizi o in luoghi pericolosi possono essere letali. C'è la possibilità di raccogliere bonus, ricariche di energia, munizioni e potenziamenti della pistola.